# Campina Grande
Campina Grande är en stad och kommun i nordöstra Brasilien och är med sina cirka 400 000 invånare den näst största staden i delstaten Paraíba. Platsen började bosättas den 1 december 1697 och bytte namn till Vila Nova da Rainha den 6 april 1790. Campina Grande fick stadsrättigheter den 11 oktober 1864, en tidpunkt då staden hade ungefär 4 000 invånare. Området runt staden var runt förra sekelskiftet en av världens största centra för bomullsproduktion. Campina Grande är idag en betydande stad för produktion och utveckling inom dator- och elektronikindustrin.

## Administrativ indelning
Kommunen är indelad i fyra distrikt:
- Campina Grande
- Catolé
- Galante
- São José da Mata

Campina Grandes centralort, som upptar större delen av distriktet Campina Grande, är indelad i sammanlagt 49 stadsdelar, bairros.

Campina Grandes stadsdelar.

## Befolkningsutveckling
| Område              | Areal (km²)   | Invånarantal 1 augusti 2000 | Invånarantal 1 augusti 2010 | Invånarantal 1 juli 2014 |
| ------------------- | ------------- | --------------------------- | --------------------------- | ------------------------ |
| Kommun              | 620,63        | 355 331                     | 385 213                     | 402 912                  |
| Urban befolkning    | Ingen uppgift | 337 484                     | 367 209                     | Ingen uppgift            |
| ...varav centralort | Ingen uppgift | 328 444                     | 355 082                     | Ingen uppgift            |

Kommunen omfattar ytterligare några andra orter, bland annat (med invånarantal år 2010) Galante (5 195 invånare) och São José da Mata (6 760 invånare).